# Kemper Arena
Kemper Arena American Royal Center es una instalación deportiva techada con capacidad para 19.500 personas, ubicada en Kansas City, Misuri.
La construcción de la arena costó 22 millones de dólares y pertenece a la ciudad de Kansas City.
En 1976 fue el escenario en el que se desarrolló la dura pugna entre Ronald Reagan y el entonces presidente Gerald Ford por la candidatura del Partido Republicano para las elecciones de ese año. Finalmente, se impuso Ford por apenas 117 votos sobre el exgobernador de California (1187 de Ford frente a 1070 de Reagan). Sin embargo, Ford no lograría la reelección al ser derrotado por el candidato demócrata Jimmy Carter.
El 4 de junio de 1979 el techo de la arena se derrumbó durante la fuerte tormenta que azotó la ciudad, aunque no hubo víctimas ya que no estaba siendo utilizada en ese momento.
El 23 de febrero de 1988, el cantante estadounidense Michael Jackson se presentó como parte del Bad World Tour.
En este arena, fue donde, en 1999 en el pay-per view de la WWF over the edge, murió el luchador profesional canadiense Owen Hart, que cayó desde una altura aproximada de 25 metros debido a un fallo del arnés.
Christina Aguilera en el 2006 ofreció un concierto en esta arena perteneciente a la gira musical Back to Basics World Tour.
- Datos: Q1489399
- Multimedia: Kemper Arena / Q1489399